# 王劢
王勱（506年—572年5月29日），表字公济或字公齐，琅邪郡臨沂县人，南朝梁、南朝陳政治人物。陈宣帝时尚书右仆射。

## 生平
王勱博览书史，是司徒左长史王琳和義興長公主蕭令嫕之子，梁武帝蕭衍的外甥，王通之弟。梁武帝蕭衍以他为国子周易生，射策举及第，历任秘書郎、太子舍人、宣惠武陵王主簿、轻車河東王功曹史。河東王蕭誉出任京口，王勱跟随，張纘推举王勱为太子洗馬。转任太子中舍人、司徒左西属，出任南徐州別駕從事史。大同年间，梁武帝谒园陵，王劢顾问应对。登北顾楼赋诗，梁武帝称赞他。
河東王蕭誉出任广州刺史，王勱作为他属下的冠軍河東王長史、南海郡太守。蕭誉赴任嶺南，当地混乱不堪，蕭誉怕因为失政被处罰称病回朝，广州事務委任给王勱。王勱行广州府事，在广州以清廉著称。入朝为給事黄門侍郎。
侯景之乱爆发，王勱逃到江陵，湘東王蕭繹承制，任命他为太子中庶子，掌相府管記。出任寧遠将軍、晋陵郡太守，兵乱後郡中疲弊，王勱以为政清简著称。後征为侍中，转任五兵尚書。承聖三年（554年），西魏攻打江陵，元帝蕭繹让湘州刺史蕭循前来救援，王勱代行統治湘州。江陵陷落，梁王蕭方智承制任命王勱为中書令。紹泰元年（555年），加侍中。
陳霸先担任司空，王勱兼司空長史。太平元年（556年）、陳霸先担任丞相，王勱兼丞相長史。杜龕之乱爆发，王勱出监吴兴郡。太平二年（557年）,蕭勃之乱平定後，王勱任使持節、都督广州等二十州諸軍事、平南将軍、平越中郎将、广州刺史。没有赴任，改任衡州刺史。当时，陈霸先即帝位，建立陈朝。王琳（不是王勱之父王琳，出自会稽王氏）在長江中游拥立萧庄。衡州、广州响应王琳，王勱不能到衡州赴任，留在大庾嶺。
陈文帝天嘉元年（560年），召還回朝，为侍中、都官尚書，没有就任，再担任中書令。转任太子詹事，代行東宮事務。加金紫光禄大夫，兼度支尚書。天康元年（566年），陳伯宗即位，王勱加散騎常侍之位。太建元年（569年）正月，陳宣帝即位，王勱转任尚書右僕射。東方爆发洪水，民衆受飢饉之苦，王勱任仁武将軍、晋陵郡太守，郡人立碑颂其政绩。後召還朝廷担任中書監。太建四年（572年）正月，再任尚書右僕射，兼右軍将軍。五月，王勱去世。享年六十七岁。追贈侍中、中書監。諡号温。